# Sabahaddin

Prins Sabahaddin (1877-1948)

Sultanzade Mehmed Sabâhaddin Bey (Constantinopel 13 februari 1877 - Neuchâtel 30 juni 1948), beter bekend als Prins Sabahaddin [de Neuchâtel], was een Turks-Ottomaans socioloog, filosoof en politicus.

## Biografie
Prins Sabahaddin werd geboren als zoon van Damat Mahmud Celâleddin Pasja (1853-1903), staatsman en Seniha Sultan (1852-1931), dochter van sultan Abdülmecit en zuster van sultan Abdülhamit II. Sabahaddin was de neef van maar liefst vier sultans: Murat V, Abdülhamit II, Mehmet V en Mehmet VI. Hij ontving privé-onderwijs in het paleis van zijn ouders. Hij leerde verschillende talen en sprak vanaf zijn jeugd vloeiend Frans.
In 1899 vluchtte hij met zijn vader, die een tegenstander van het autoritaire beleid van sultan Abdülhamit II was, naar Genève. Later vestigden zij zich in Parijs en Londen. Met zijn vader was hij een van de belangrijkste oppositieleden die in ballingschap verkeerden.
Net als zijn vader, die in 1903 overleed, hield prins Sabahaddin er uitgesproken liberale ideeën op na en streefde hij naar een omwenteling in het Ottomaanse Rijk en de instelling van een constitutionele monarchie. Hij was een aanhanger van het Ottomanisme dat een samenwerking behelsde tussen de verschillende nationaliteiten en religies in het Ottomaanse Rijk. Daarnaast geloofde hij dat alleen decentralisatie en economisch liberalisme het Rijk van de ondergang kon redden. Aanvankelijk verkeerde hij in de kringen van het Comité voor Eenheid en Vooruitgang, maar hij distantieerde zich na verloop van tijd van het door het Comité voorgestane economisch nationalisme en de nadruk op een sterk centraal gezag. In 1902 werd de Liga voor Particulier Initiatief en Decentralisatie (Teşebbüs-i Şahsi ve Adem-i Merkeziyet Cemiyeti) door hem opgericht, welke zich al snel ontwikkelde tot een tegenstander van het Comité voor Eenheid en Vooruitgang.
Na de constitutionele omwenteling in 1908 waarna er een einde kwam aan het autocratische bewind van de sultan, keerde prins Sabahaddin naar Constantinopel terug en stichtte met medestanders afkomstig uit de liberale vleugel van het Comité voor Eenheid en Vooruitgang de Ottomaanse Liberale Partij. Bij de verkiezingen van 1908 moest de partij het afleggen tegen het Comité voor Eenheid en Vooruitgang en wist maar een beperkt aantal zetels in het parlement te veroveren. De partij werd ervan beschuldigd betrokken te zijn geweest bij de mislukte coup van 1909. Zo werd gesteld dat de sultan, hoge officieren en staatsfunctionarissen een einde probeerde te maken aan de macht van het Comité voor Eenheid en Vooruitgang. De liberale partij werd voor enige tijd verboden, maar kon later haar activiteiten weer hervatten. Sabahaddin vluchtte in 1913 naar Zwitserland, nadat hij en zijn partijleden er van werden beschuldigd achter de aanslag op grootvizier Mahmut Şevket Pasja. Hij keerde pas na de Eerste Wereldoorlog terug naar Turkije. Terug in zijn vaderland probeerde hij tevergeefs een nieuwe partij op te richten.
In 1924, na de instelling van de Turkse republiek, werd Sabahaddin net als alle andere leden van de Osmaanse dynastie het land uitgewezen. Hij vestigde zich in Neuchâtel, Zwitserland, waar hij in 1948 overleed. Zijn stoffelijk overschot werd in 1952 naar Turkije overgebracht en bijgezet in het familiegraf.
Als socioloog was hij een volgeling van Émile Durkheim, Pierre Guillaume Frédéric le Play, Henri de Tourville en Edmond Demolins. Hij werd daarnaast sterk beïnvloed door het klassiek liberalisme en onderging de invloed van de meer mystieke richting binnen de Islam.

## Verwijzingen
1. ↑  Of: Mehmet Sabâhattin
2. ↑  Andere bronnen geven 13 februari 1879 als geboortejaar.
3. 1 2  HAKAN ARSLANBENZER: Prince Sabahaddin: How can Turkey be saved? 10 februari 2018 - Daily Sabah